# Monumentele Brașovului

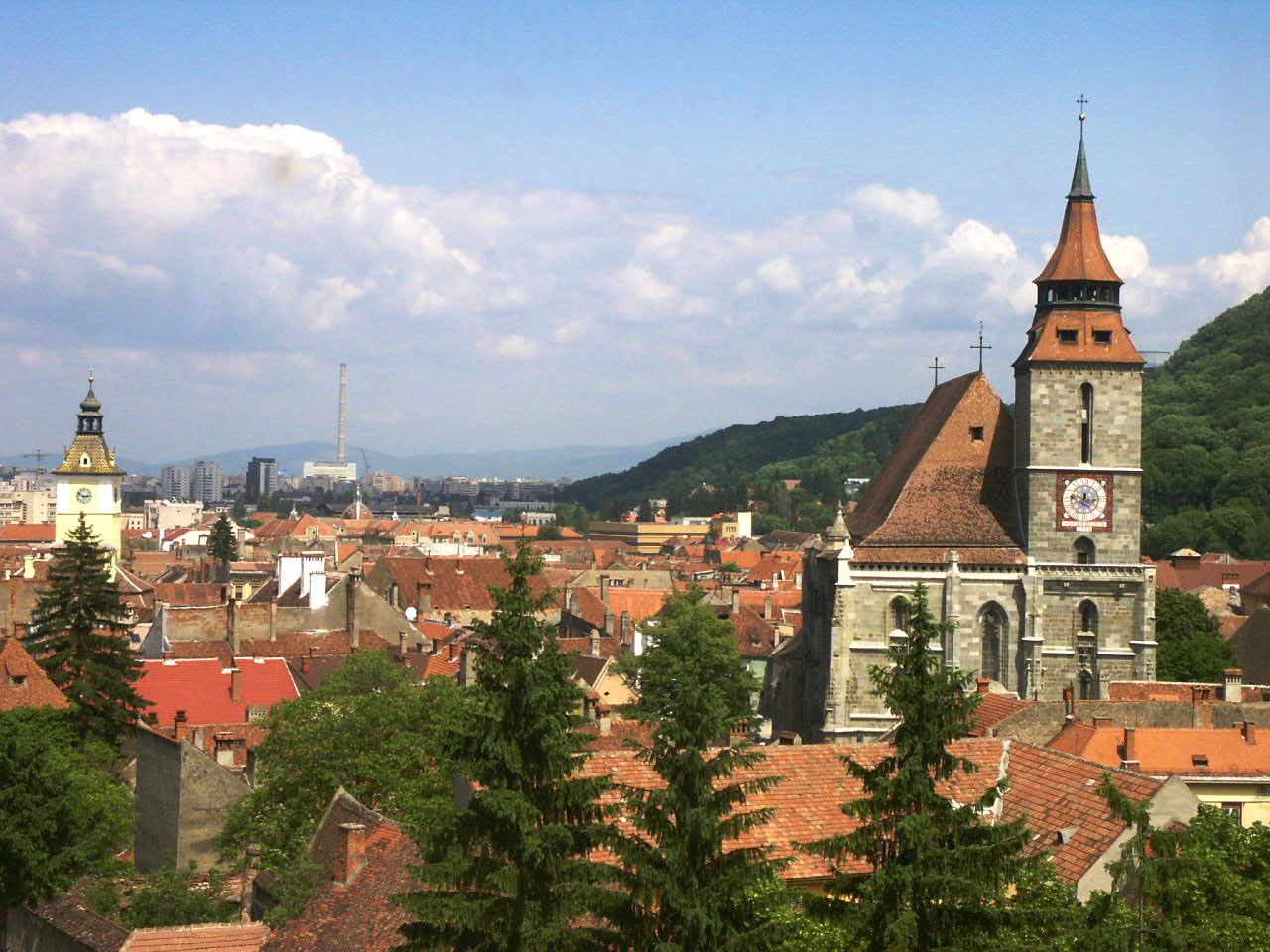
Brașov

Între fortificațiile medievale, muzeele și clădirile reprezentative ale orașului Brașov se înscriu și monumente de mai mici dimensiuni, statui și fântâni arteziene care, fie amintesc de personalități și evenimente marcante ale istoriei, fie conferă un spațiu de relaxare. Aceste monumente încep să își facă cunoscută prezența începând cu a doua jumătate a secolului al XIX-lea.

## Grupuri statuare

### Statuia Fecioarei Maria
Statuia Fecioarei Maria (patron al orașului Brașov) este amplasată pe unul dintre contraforturile Bisericii Negre, îndreptat spre Casa Sfatului, având stema Brașovului sculptată dedesubt în relief.

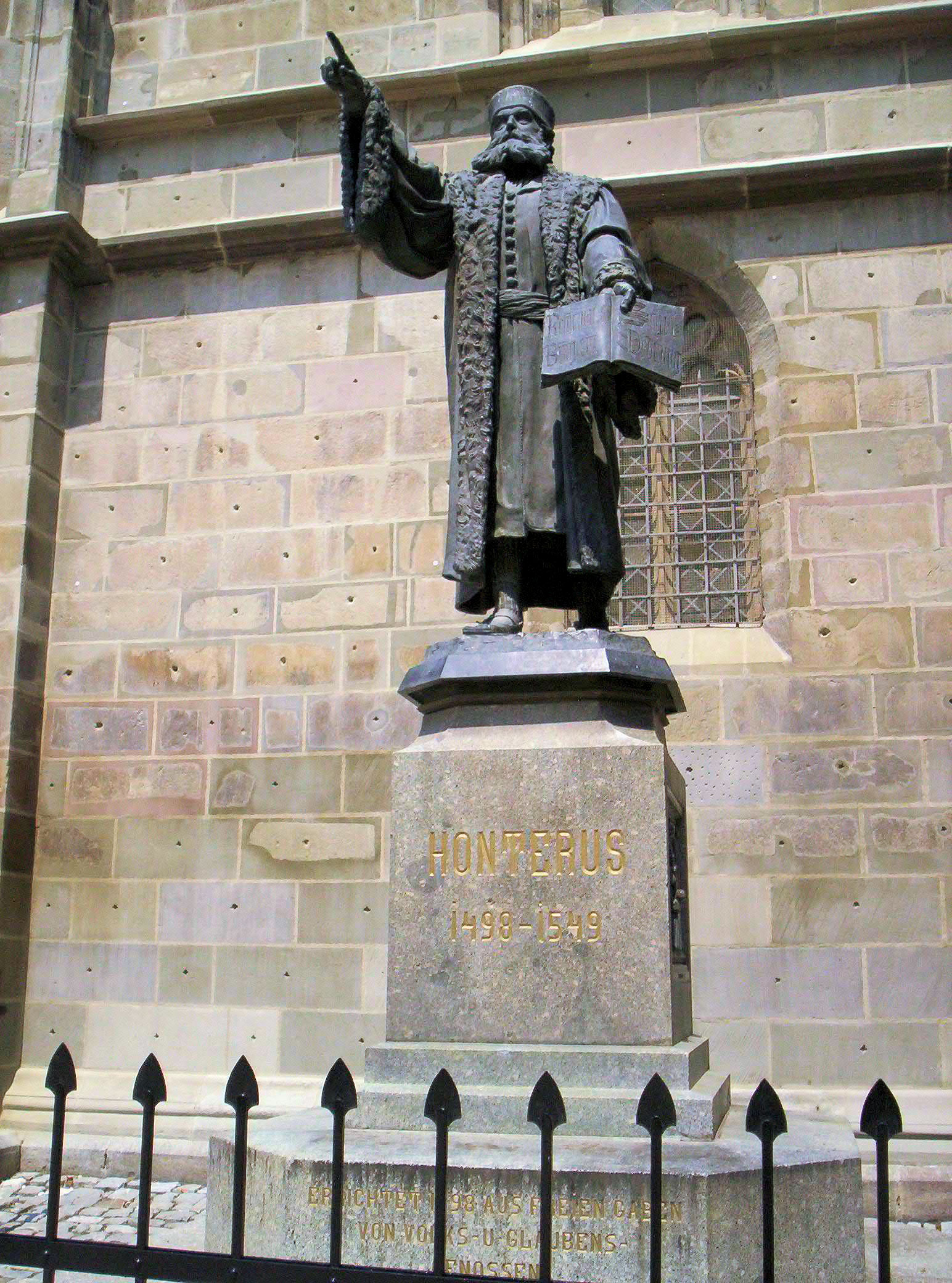
Statuia lui Johannes Honterus Brașov

### Statuia lui Johannes Honterus
În preajma Bisericii Negre se află statuia lui Johannes Honterus, dezvelită în anul 1898, cu ocazia aniversării a 400 de ani de la nașterea marelui umanist. Statuia a fost realizată din inițiativa lui Franz Obert care începe o acțiune de colectare a fondurilor necesare încă din 1883. Monumentul este opera sculptorului berlinez Harro Magnussen.
Statuia, turnată în bronz, înaltă de 2,50 metri, este așezată pe un piedestal de granit înalt de 2,60 metri. Honterus este înfățișat cu mâna dreaptă ridicată în sus, iar în mâna stângă ținând o carte deschisă, pe filele căreia se află înscrise principiile reformei religioase pe care a promovat-o în Transilvania. În partea din față a piedestalului se află inscripția "Honterus 1498-1549". Una dintre cele mai importante activități ale sale, cea tipografică, este ilustrată de un relief de pe partea laterală ale piedestalului.
La festivitatea de dezvelire a statuii au participat Ioan Micu Moldovan, ca reprezentant al Academiei Române, Ilarion Pușcariu și dr. Corneliu Diaconovici din Sibiu, ca reprezentanți ai ASTRA. Au fost prezenți și oaspeți din Germania, printre care medicul Rudolf Virchow.

### Monumentul Eroilor de la Bartolomeu

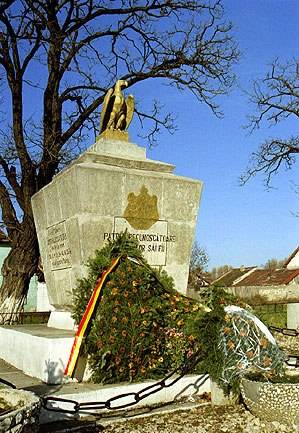
Monumentul eroilor de la Bartolomeu

În toamna anului 1916, în zilele retragerii armatei române din fața unui inamic superior ca dotare, în bătălia pentru apărarea Brașovului, o companie de infanterie a primit ordinul să apere cu orice preț intrarea în Brașov dinspre Bartolomeu. După două zile de rezistență (24 septembrie/7 octombrie - 25 septembrie/8 octombrie), cei 168 de soldați români au fost înconjurați și nimiciți.
Eroii din lupta de la Bartolomeu au fost înmormântați lângă calea ferată. Ulterior, pe acel loc, în dreapta gării Bartolomeu, a fost amenajat un cimitir al eroilor, în mare parte necunoscuți, cu o suprafață de 750 mp. Osemintele a 595 de eroi români din 10 regimente de infanterie, morți în luptele de la Bartolomeu și din jurul Brașovului, au fost adunate și îngropate în 13 morminte comune, marcate cu însemne din beton și cruci metalice.
Monumentul central al cimitirului are forma unei urne funerare, având deasupra un vultur.
Pe latura frontală a acestuia a fost fixată stema Regatului României, și au fost gravate în piatră numele regimentelor din care au provenit eroii.
Pe o inscripție se poate citi: „Patria recunoscătoare scumpilor săi fii. Nu vărsați lacrimi pe mormintele eroilor ci mai curând slăviți-i în cântece, așa ca faima numelui lor să rămână un ecou prin legenda veacurilor”.
Monumentul a fost dezvelit în ziua de 7 iulie 1921, în cadrul unei ceremonii închinate eroilor, în prezența Regelui Ferdinand I și a Reginei Maria. Cu această ocazie corul ,,Reuniunea muzicală română” din Lugoj, dirijat de Ion Vidu, a interpretat muzică militară și patriotică.
În anul 1948, după venirea comuniștilor la putere, stema Regatului României a fost îndepărtată de pe monumentul eroilor, aceeași soartă având-o și textul care menționa regimentele din care au făcut parte eroii.
În anul 1972, din „considerente urbanistice”, cimitirul eroilor de la Bartolomeu a fost desființat, cu scopul lărgirii căii ferate și a șoselei. Oseminele eroilor au fost strămutate în cimitirul eroilor de la Șprenghi, singur monumentul central rămânând amplasat între șosea și calea ferată, într-o nouă locație.

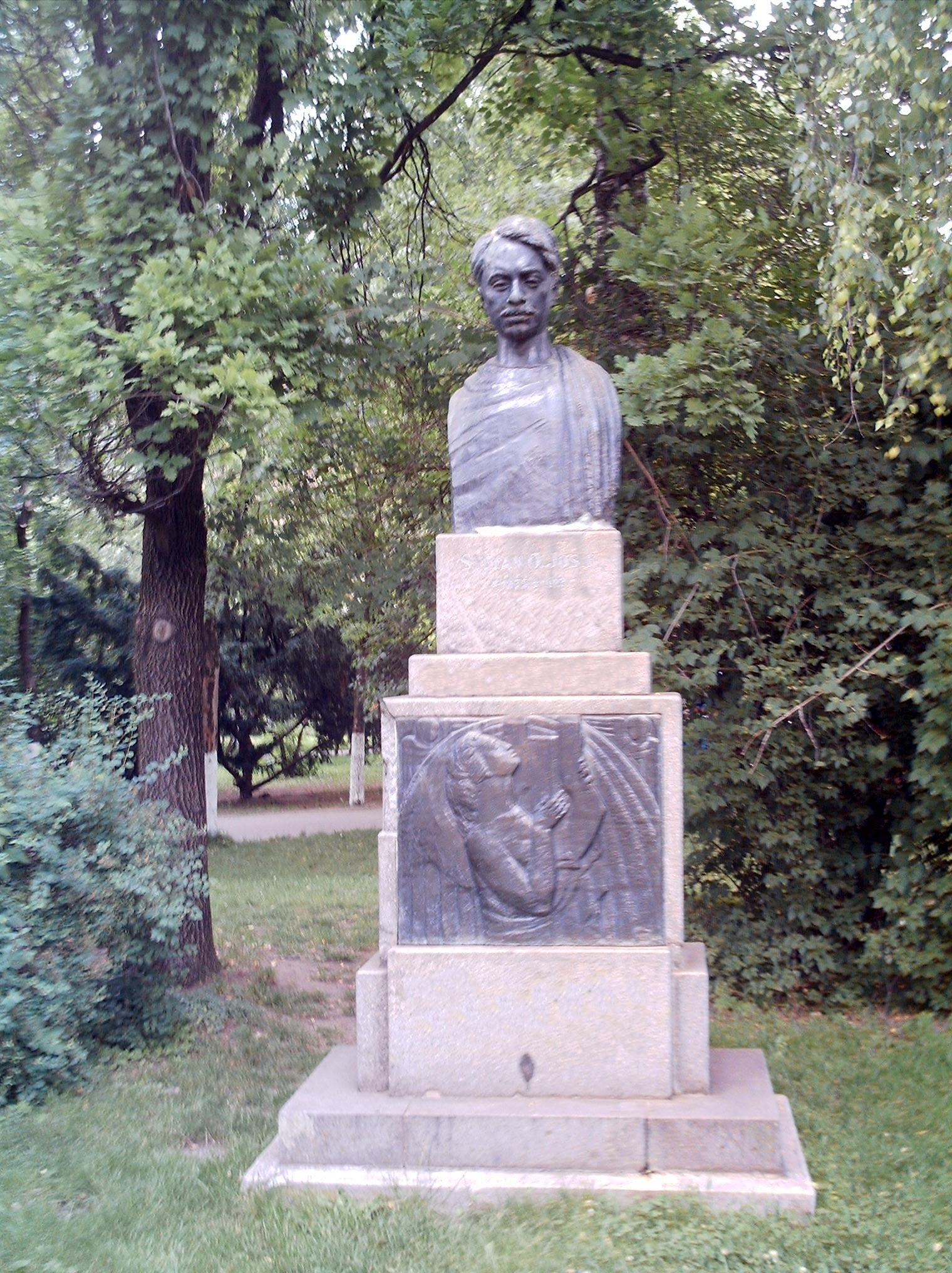
Bustul lui Ștefan Octavian Iosif

### Bustul lui Ștefan Octavian Iosif
În parcul central al orașului a fost ridicat un monument în memoria poetului originar din Brașov, Ștefan Octavian Iosif. Încă de prin 1919 presa brașoveană începuse o susținută campanie de colectare de fonduri pentru ridicarea unui bust al scriitorului. Se creează un comitet de inițiativă și bustul este comandat sculptorului ardelean Corneliu Medrea.
În 1929 Ministerul Artelor aviza organizarea solemnității de dezvelire a bustului, la care participă Virgiliu Ștefan Iosif, poetul Ion Minulescu, autorul bustului precum și mulți brașoveni.
Bustul poetului este așezat pe un soclu de trahit de Deva. Pe soclu este montat un basorelief cu trei planuri: la stânga bunica cu fusul, în centru muza inspiratoare Euterpe, iar la dreapta un tablou ce simbolizează eroismul trupelor române în Bătălia de la Mărășești.

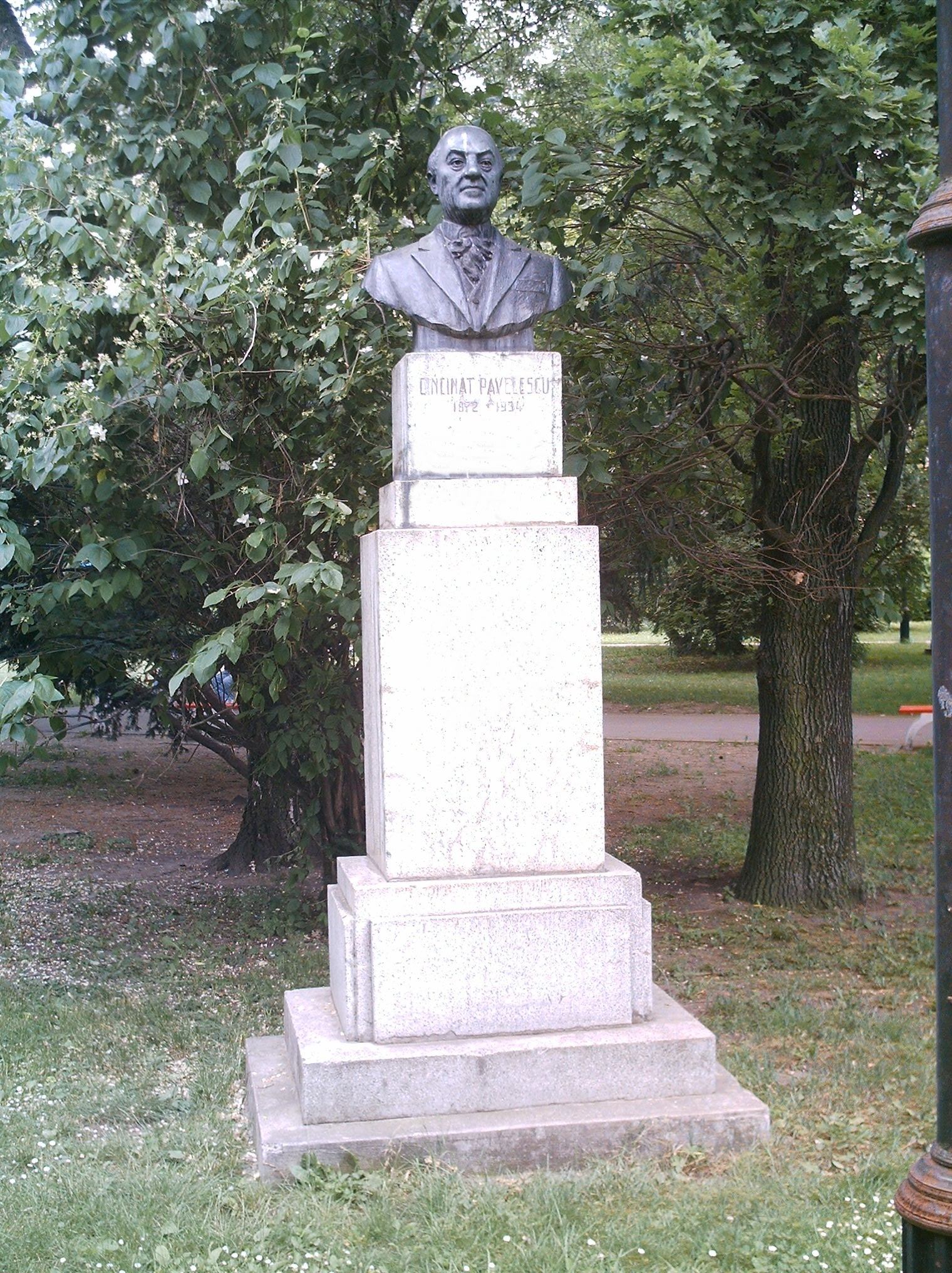
Bustul lui Cincinat Pavelescu

### Bustul lui Cincinat Pavelescu
Ideea dezvelirii unui bust al lui Cincinat Pavelescu la Brașov a apărut chiar a doua zi după înmormântarea poetului, în 1934, din inițiativa unor magistrați, foști colegi ai săi, a presei și a numeroșilor săi admiratori. Pentru realizarea bustului s-au constituit comitete de inițiativă și au fost organizate colecte publice. 
Bustul, turnat în bronz, este opera sculptorului Gheorghe Popa. S-a stabilit ca acesta să fie așezat în apropierea celui al lui Ștefan Octavian Iosif. Solemnitatea dezvelirii bustului a fost amânată de mai multe ori, pentru ca până la urmă aceasta să aibă loc la 5 iulie 1935.

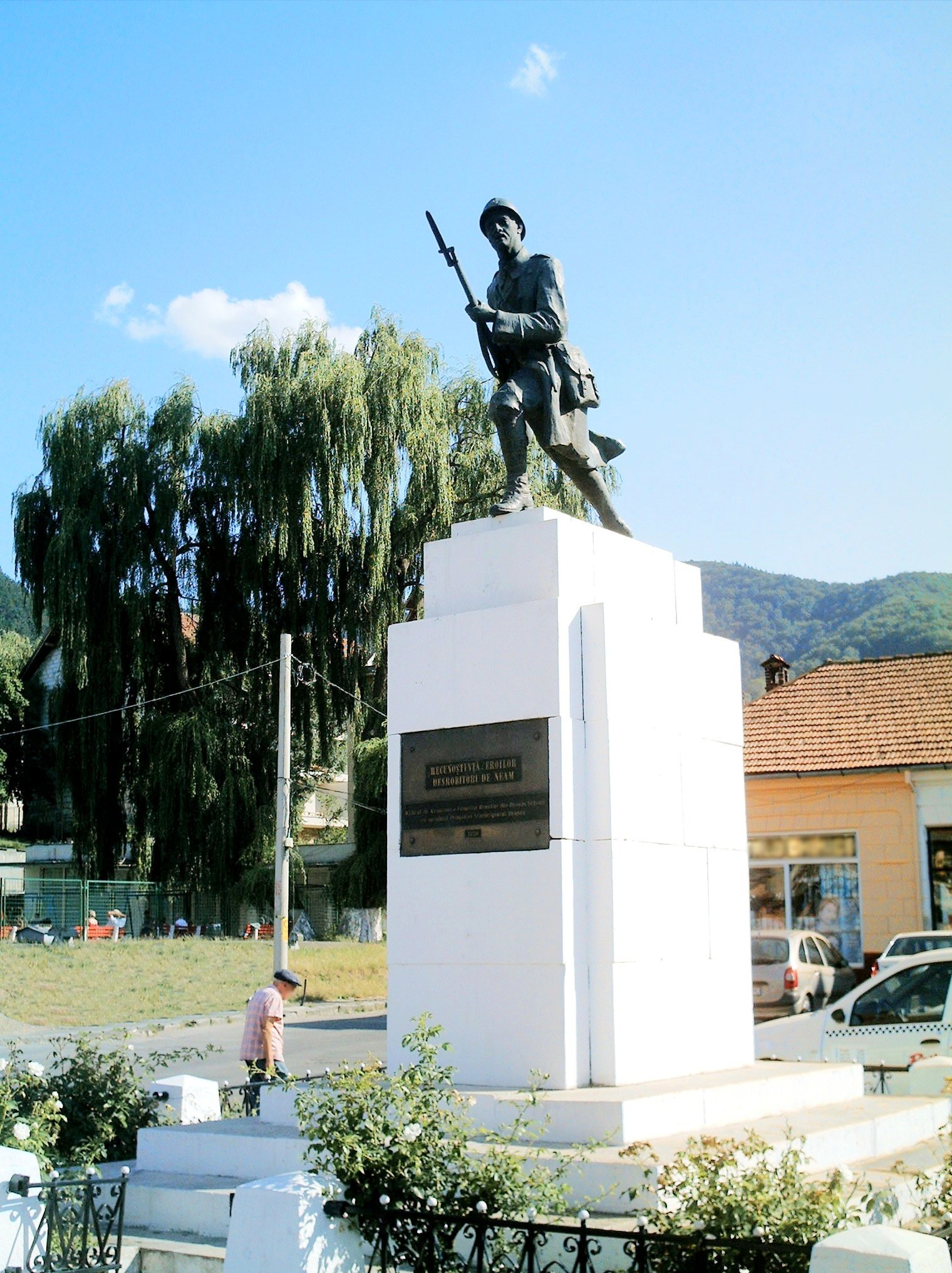
Statuia Eroului Necunoscut

### Statuia Soldatului Necunoscut din Piața Unirii
În Piața Unirii din Brașov se află un important monument al eroilor din Primul Război Mondial, dezvelit în 1939 de către "Reuniunea Femeilor Române". Monumentul infățișează un soldat român cu arma în mână, în poziție de atac. Pe o inscripție se poate citi însemnarea: "Recunoștință eroilor desrobitori de neam".

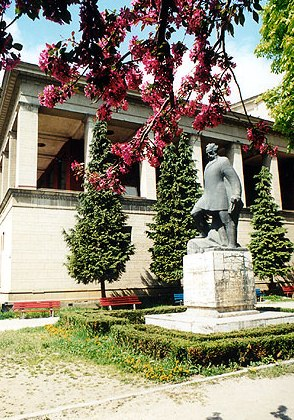
Statuia lui Andrei Mureșanu

### Statuia lui Andrei Mureșanu
Statuia lui Andrei Mureșanu din Brașov, operă a sculptorului Virgil Fulicea, a fost dezvelită în anul 1973. Este amplasată în apropierea Teatrului Dramatic din Brașov.

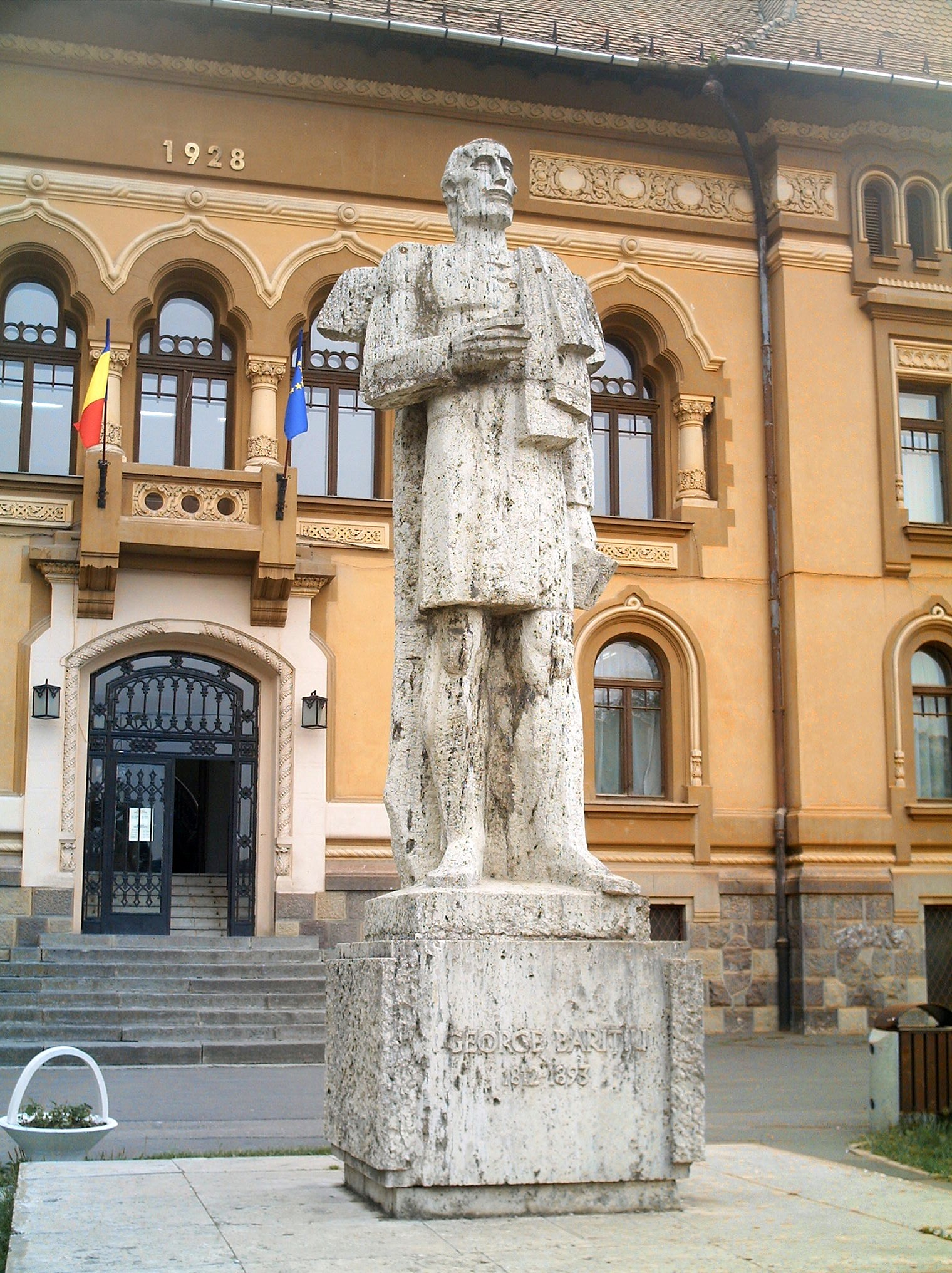
Statuia lui George Barițiu

### Statuia lui George Barițiu
Statuia lui George Barițiu din Brașov, opera în piatra a sculptorului Nicolae Encea, a fost dezvelită în anul 1973. Este amplasată în fața Bibliotecii Județene din Brașov care poartă numele marelui publicist transilvănean.

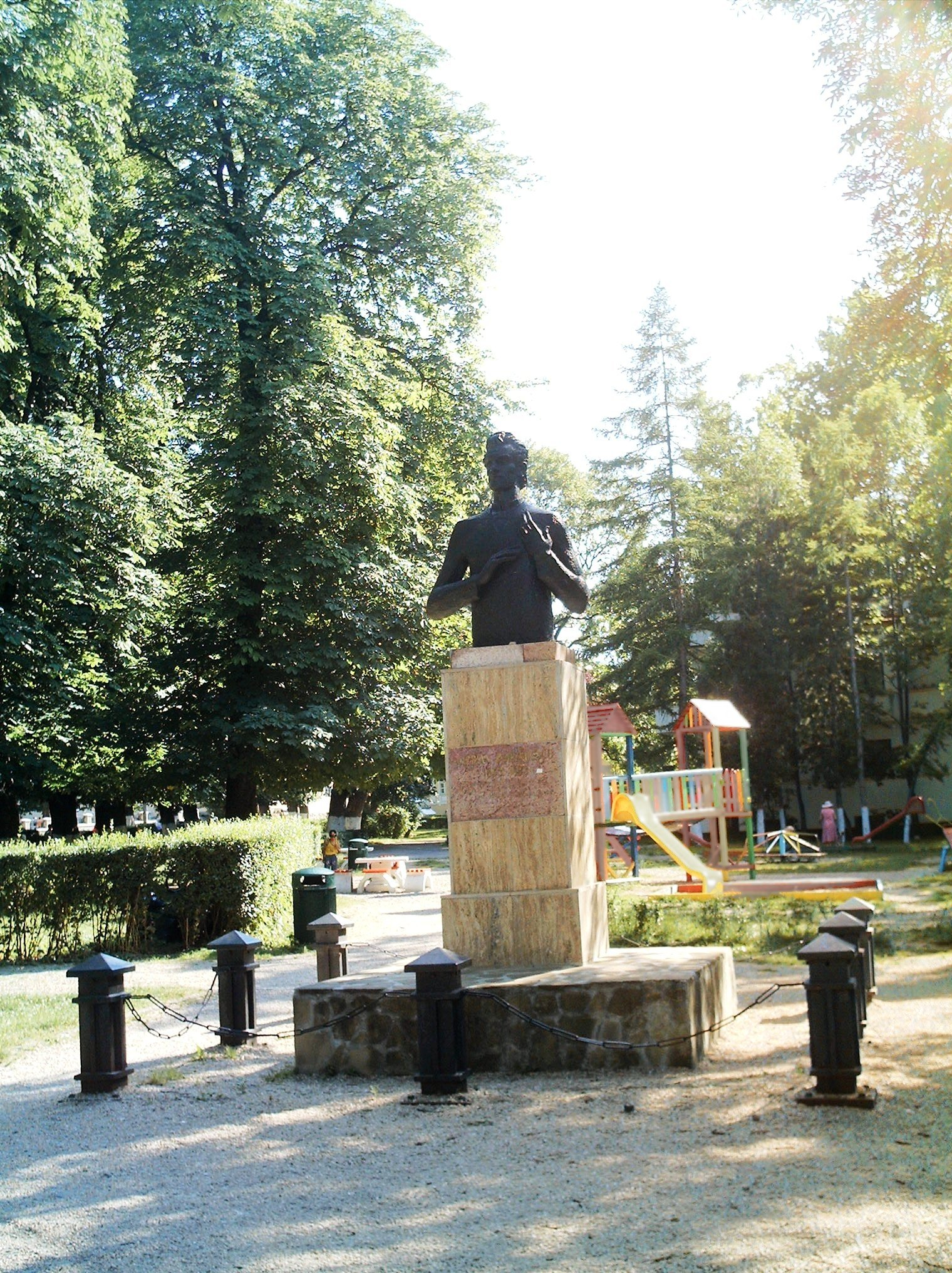
Bustul lui Ciprian Porumbescu

### Bustul lui Ciprian Porumbescu
Bustul lui Ciprian Porumbescu din Brașov este o operă a sculptorului Vladimir Predescu. Este amplasată în parcul din apropierea Colegiului Național Andrei Șaguna, lăcaș de cultură ce amintește de prima reprezentație a operetei sale, „Crai Nou”.

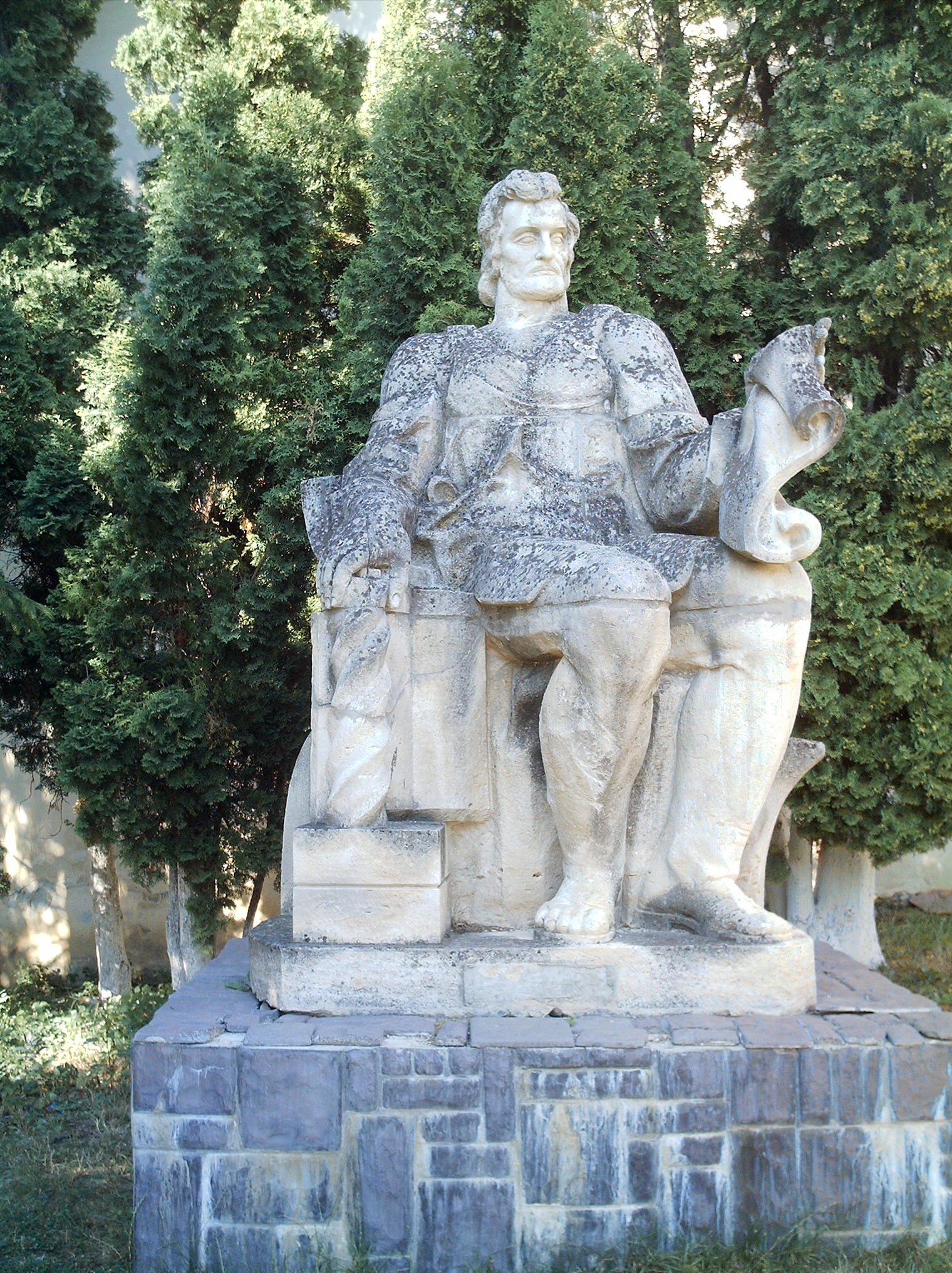
Statuia Diaconului Coresi

### Statuia Diaconului Coresi
Statuia Diaconului Coresi este o operă în piatră a sculptorului Ion Meiu. Este amplasată în curtea Biserica Sfântul Nicolae din Brașov, în apropierea Primei Școli Românești, spațiu al culturii ce amintește de primele tipărituri în limba română.

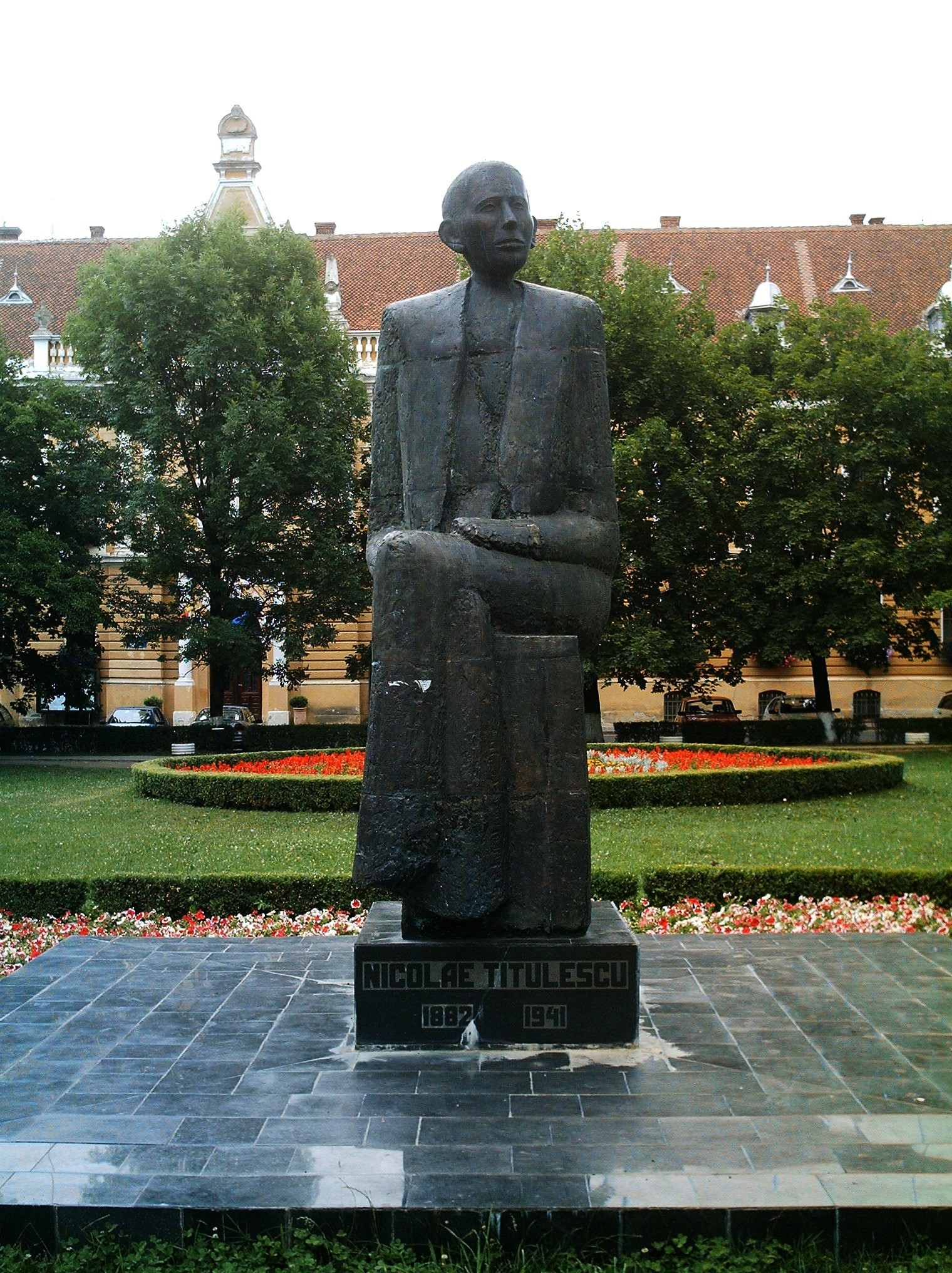
Statuia lui Nicolae Titulescu

### Statuia lui Nicolae Titulescu
Statuia lui Nicolae Titulescu este sculptură în bronz amplasată în Parcul Central din Brașov, operă a sculptorului Doru Drăgușin, ce preia numele acestui mare diplomat și om politic român. Motivele amplasării unei statui ce îl reprezintă pe Nicolae Titulescu pot fi variate, însă prin testamentul său, dorea să fie înmormântat în Brașov. Deși a decedat în Franța la Cannes în 1941, rămășițele sale pământești au fost aduse la Brașov în 1992 și reînhumat în curtea Bisericii Sfântul Nicolae din Șcheii Brașovului.

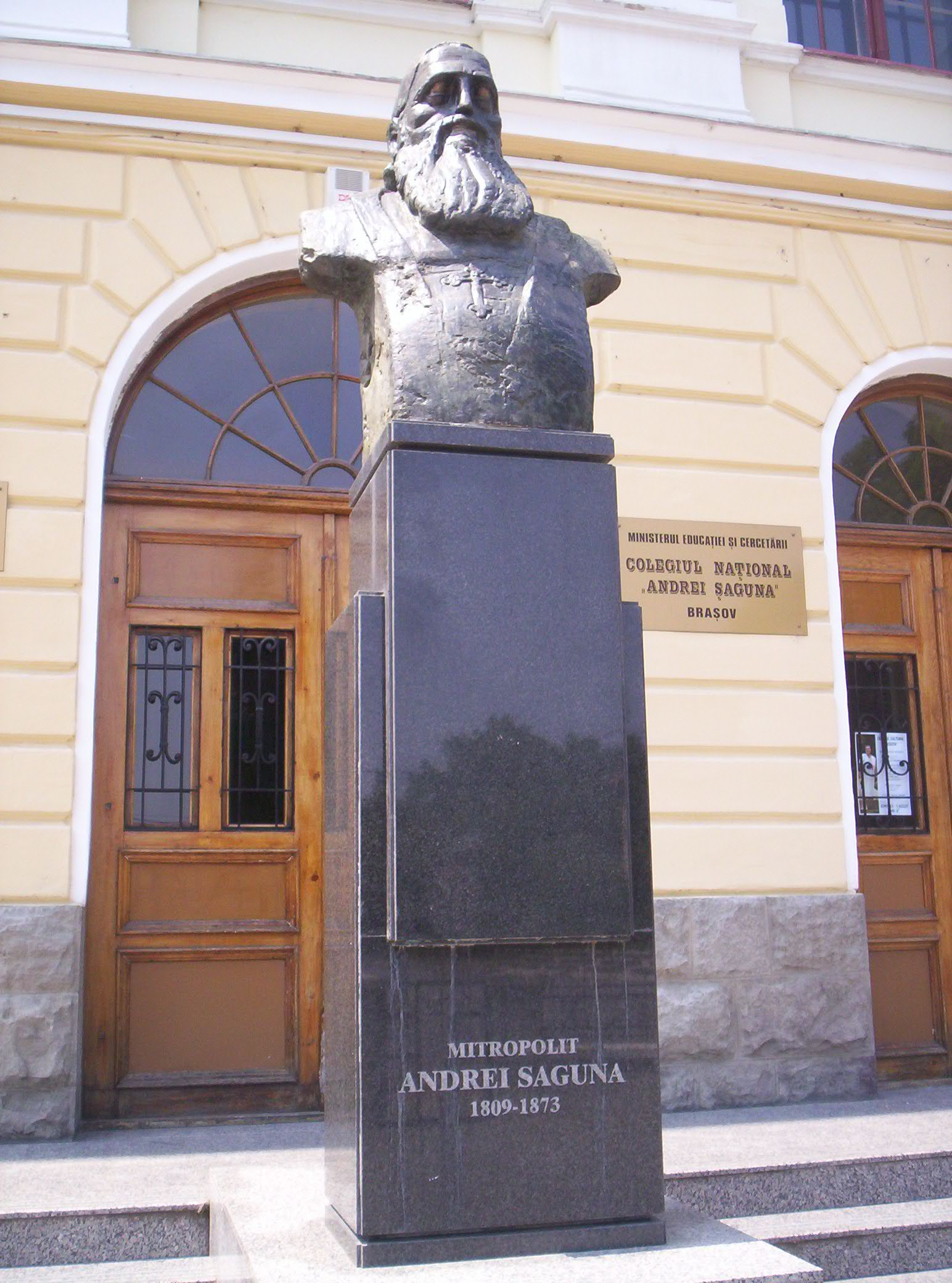
Bustul lui Andrei Șaguna

### Bustul lui Andrei Șaguna
Statuia lui Andrei Șaguna este o operă în bronz a sculptorului Nicolae Daicu. Deși este o operă realizată în anul 1998, statuia a fost montată pe un soclu construit în fața clădirii Colegiului Național Andrei Șaguna, fiind dezvelită oficial în anul 2004, până în acel moment fiind amplasată în holul principal al liceului.

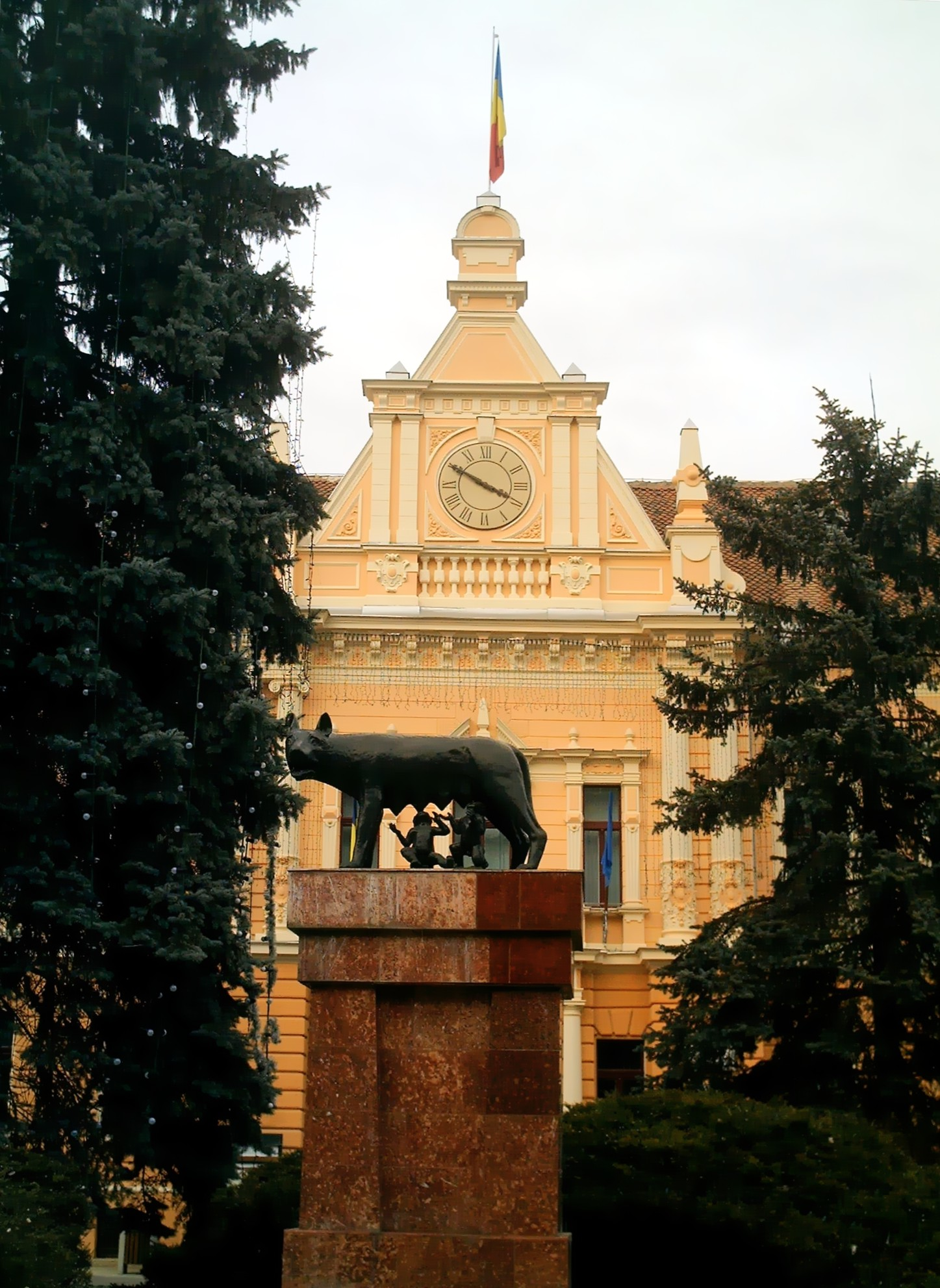
Lupa Capitolina din Brașov

### Statuia Lupa Capitolina
La Brașov a fost confecționată și instalată o copie a statuii Lupa Capitolina, simbolul latinității poporului român. Statuia a fost plasată în fața intrării festive a Primăriei Brașov.

Monumentul Anticomunist

### Monumentul luptătorilor anticomuniști
Rezistența anticomunistă din Brașov și împrejurimile sale, una dintre cele mai puternice în perioada 1948-1989 a impus realizarea unui monument care să marcheze sacrificiul tuturor celor care s-au opus crimelor comuniste. Monumentul, realizat in gresie de culoare roșie si neagră, are înscris centrele de torționare și numărul victimelor din acele locuri. Monumentul are în componență o flacără de veghe.

### Monumentul revoltei din 1987
S-a ridicat în 1997 pe Calea București, la intersecția cu str. Carpaților. Comemorează revolta de la Brașov din 15 noiembrie 1987.

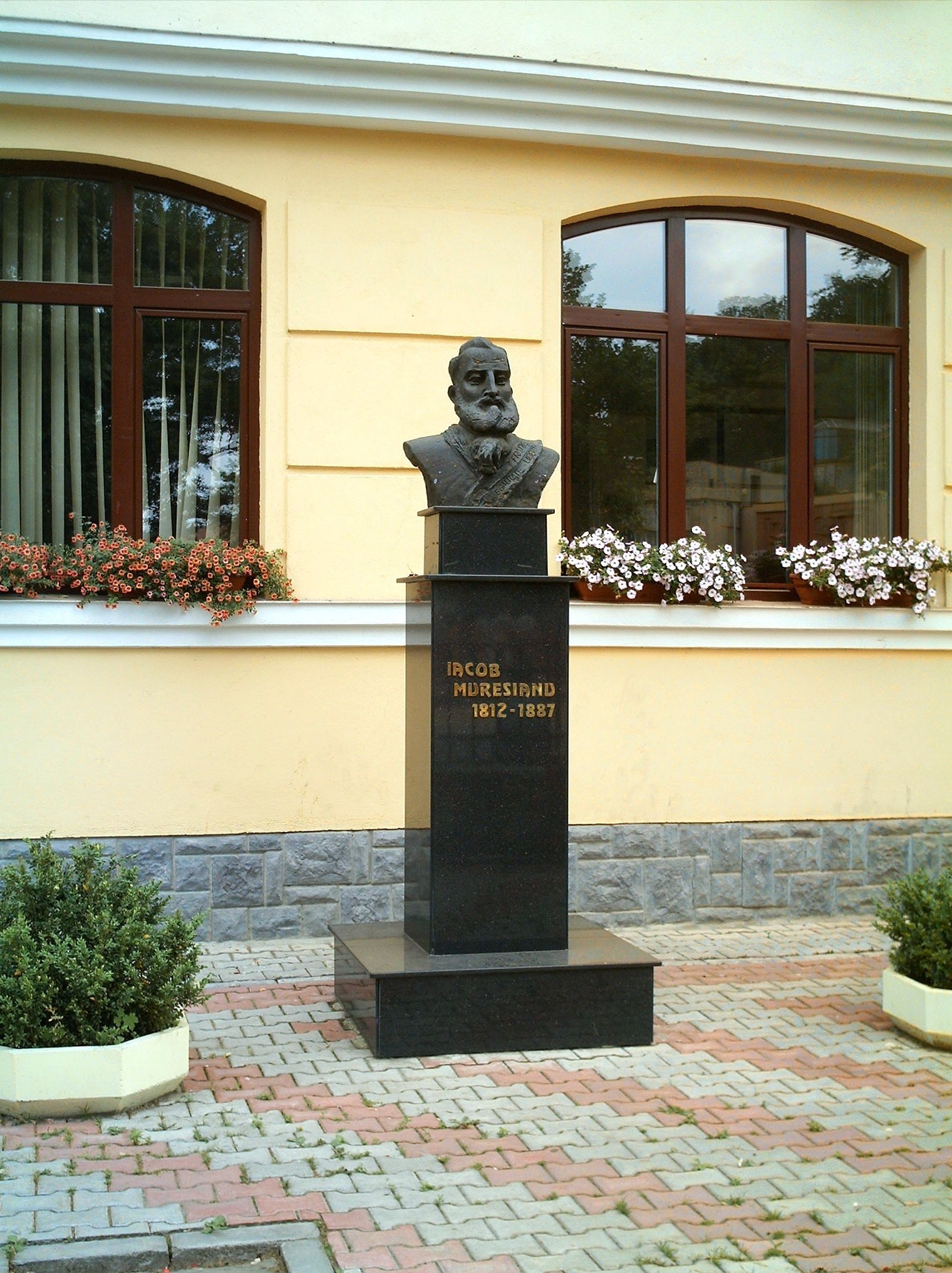
Bustul lui Iacob Mureșianu

### Bustul lui Iacob Mureșianu
Bustul lui Iacob Mureșianu a fost realizat de sculptorul Nicolae Daicu și inaugurat în anul 2005 în fața școlii generale ce îi poartă numele.

### Bustul lui Ioan Meșotă
Bustul lui Ioan Meșotă a fost dezvelit în 2019, în fața Colegiului Meșotă.

### Grupul statuar Gemenii Lapedatu

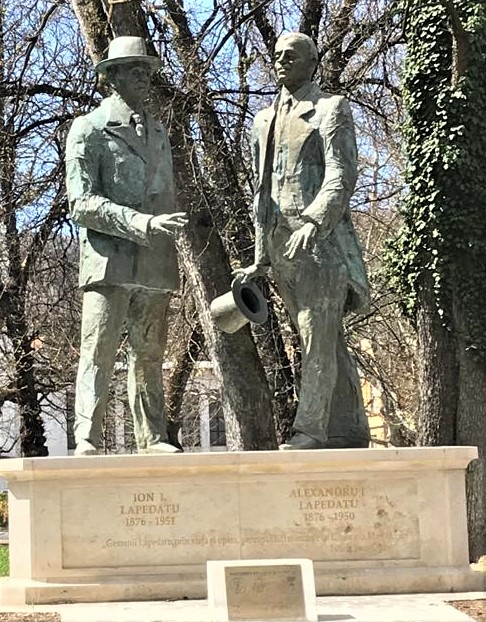
Ion și Alexandru Lapedatu

Dublul monument în bronz dedicat lui Ion și Alexandru Lapedatu, personalități marcante ale Generației Marii Uniri (Prof.Univ.Dr. Ioan Opriș), este opera sulptorului Ioan Bolborea. A fost dezvelit la 8 noiembrie 2019 în Parcul Gheorghe Dima, Șirul Beethoven, în fața Colegiului Național „Andrei Șaguna” (legat de biografia lor), și la mică distanță de Cimitirul istoric „Groaveri” unde se află mormântul lui Ion și cenotaful lui Alexandru (mort la Sighetu Marmației).

### Statuia lui Avram Iancu
Este o lucrare din bronz, amplasată la intrarea în Intreprinderea Metrom Brașov și este opera sculptorului brașovean NICOLAE DAICU.'                                                                                La inițiativa Societății ,,Avram Iancu" - filiala Brașov, președinte prof.univ.dr.IOAN VLAD și cu sprijinul fostului director al Intreprinderii MetromBrașov,ing.IOAN'CRISTOLOVEAN, președintele de onoare al societății, statueta a fost dezvelită în anul 1993.

### Grupuri statuare dispărute

#### Statuia lui Arpad

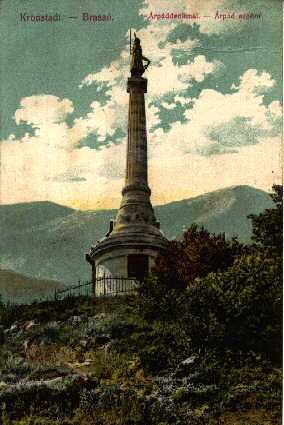
Statuia lui Arpad - sec XIX

În 1896, pe Tâmpa, a fost ridicată o coloană, în vârful căreia era așezată statuia unui arcaș, din timpul dinastiei Arpadiene. În 1913, Ilie Cătărău și Timotei Kirilov au dinamitat baza soclului, reușind să-l deterioreze. În prezent, capul statuii se află în Casa Parohiei Evanghelice din Brașov.

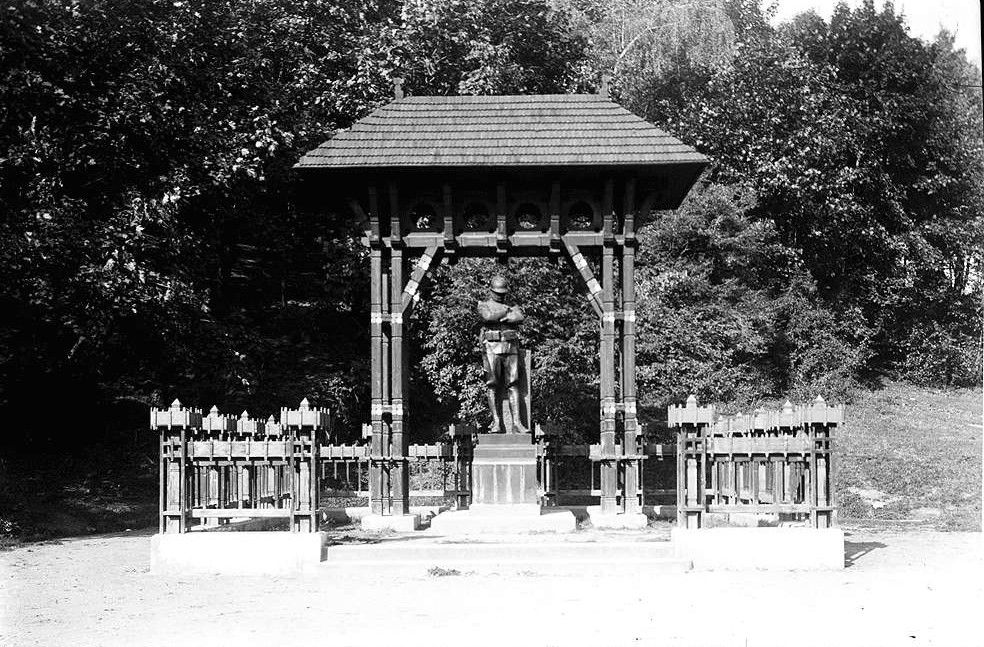
Statuia dorobanțului în anii 1920

#### Statuia dorobanțului
A fost realizat de Ján Koniarek și aplasat în Livada Poștei în septembrie 1918, ca un omagiu pentru armata austro-ungară care a eliberat Brașovul în octombrie 1916. După Unire, a fost botezată statuia dorobanțului; după memoriile lui Karl Ernst Schnell, capul de honved a fost înlocuit cu capul unui soldat român. A fost demolat când s-a început construcția clădirii Camerei de Comerț (actuala bibliotecă „George Barițiu”), împreună cu un cimitir de soldați si Turnul Pompierilor.

#### Statuia lui Stalin
După instaurarea regimului comunist în România, în centrul Brașovului, care fusese redenumit Orașul Stalin (8 septembrie 1950), a fost amplasată o statuie de bronz a lui Stalin, de dimensiuni impresionante. Odată cu prezentarea „Raportului secret”, Despre cultul personalității și consecințele lui, susținut în sesiunea închisă a celui de-al XX-lea Congres al Partidului Comunist al Uniunii Sovietice, din februarie 1956, Nikita Sergheevici Hrușciov, l-a denunțat pe Stalin pentru cultul personalității promovate de către acesta și pentru „violările normelor leniniste de legalitate”. În Uniunea Sovietică și în țările satelite, inclusiv în R.P.R, a început un proces de destalinizare, Orașul Stalin reprimindu-și numele de Brașov (24 decembrie 1960), iar statuia lui Stalin, care domina centrul orașului a fost demolată. Bronzul a fost topit și folosit pentru turnarea statuii Titulescu din parcul central.

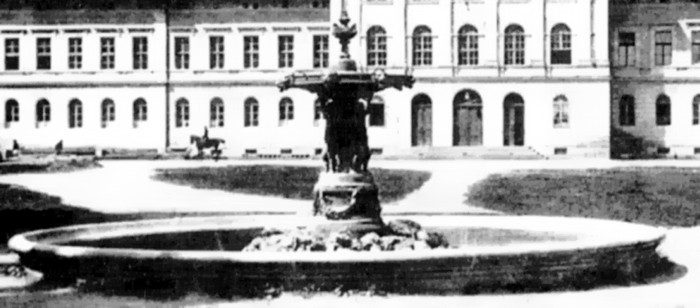
Fântâna din fața liceului Șaguna

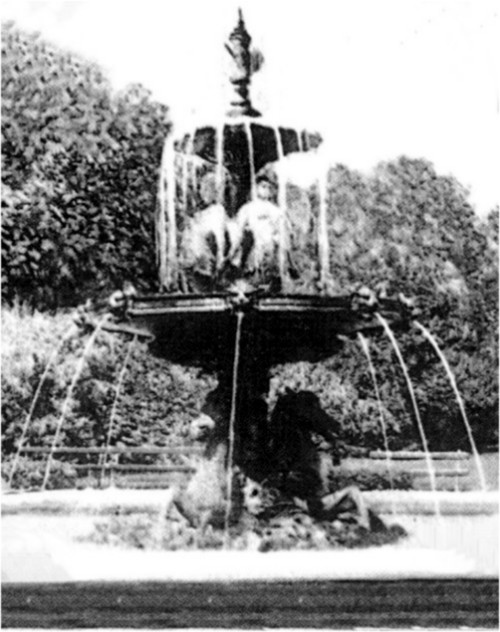
Fântâna din Parc

## Fântâni arteziene

### Fântânile arteziene cu statui
După construitea apeductului orașului, în 1894 au fost instalate două fântâni arteziene cu statui. În fața liceului Andrei Șaguna se afla una dintre ele. După o vreme, unii dintre profesorii școlii au considerat că datorită „sirenelor” din componența motivelor ornamentale ale monumentului, prezența fântânii în fața școlii nu era oportună, în lumina principiilor pedagogice. Din acest motiv i s-a tras și supranumele de „Impudica”. După 1920, a fost demontată și nu se cunoaște soarta ei. Cealaltă fântână se regăsește în parcul din fața Casei Armatei. Recent, ea a fost reconstituită pe baza unor vechi fotografii, după ce aproape toate elementele sale de bronz dispăruseră. O vreme, a existat o confuzie între cele două, crezându-se că cea din fața liceului a fost mutată în parc. Detaliile vizibile în fotografii de epocă arată însă că cele două diferă atât ca arhitectură, cât și ca statui.

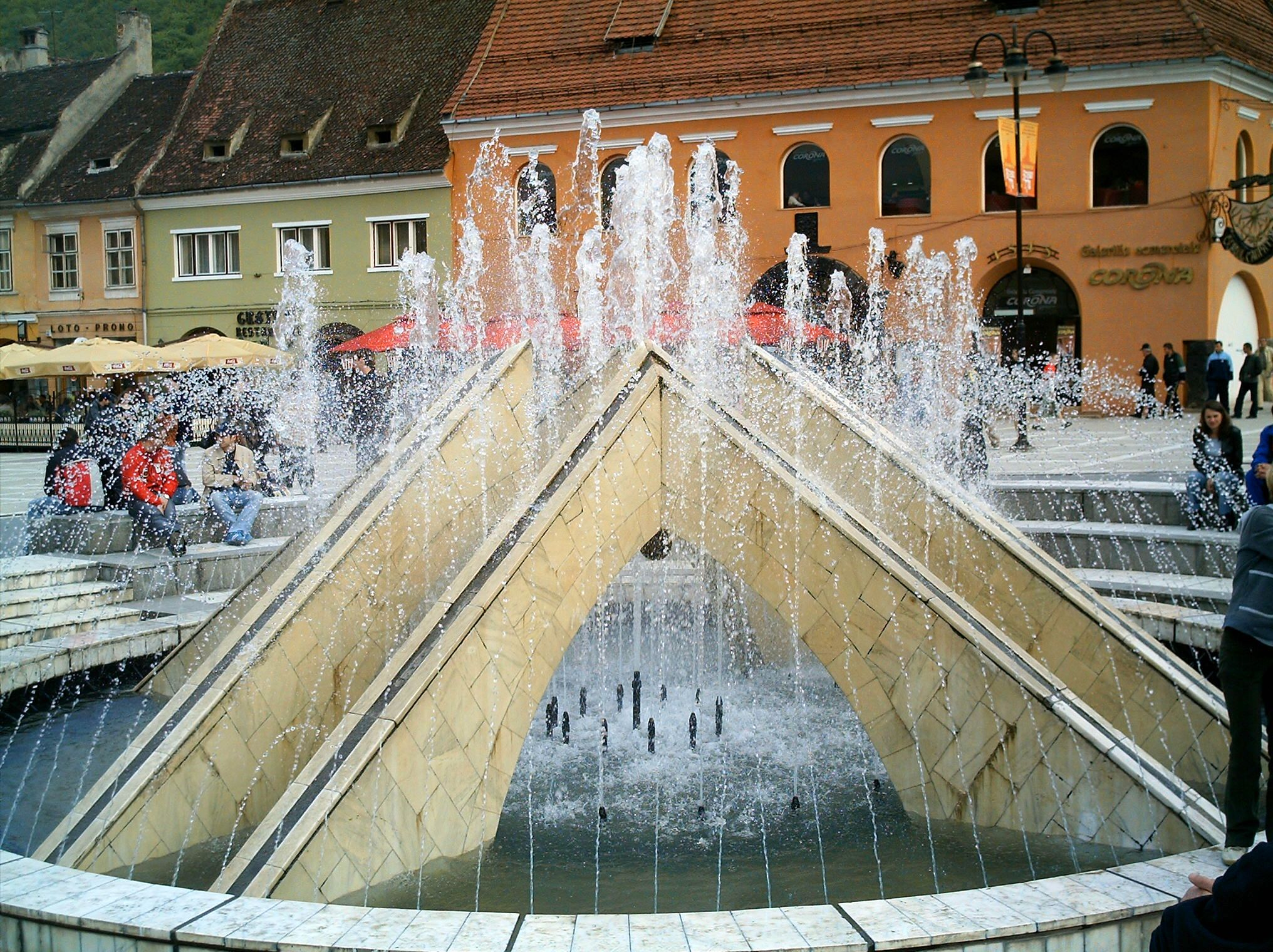
Fântâna din Piața Sfatului

### Fântâna din Piața Sfatului
Este fântâna artizanală principală din Brașov cu multiple jocuri de apă, fiind un loc preferat de întâlnire al brașovenilor cât și al turiștilor. Construcția ei a fost realizată în anul 1984 o dată cu resistematizarea centrului istoric, până în acel moment Piața Sfatului având rol de parcare.